# Leumicamia palustris
Leumicamia palustris är en fjärilsart som beskrevs av François Louis Nompar de Caumont de Laporte 1976. Leumicamia palustris ingår i släktet Leumicamia och familjen nattflyn. Inga underarter finns listade i Catalogue of Life.